# 輕型戰術輪型車輛
輕型戰術輪型車輛是基於吉普牧馬人JK平台開發的軍用版本，旨在提供中華民國陸軍等軍事單位使用。該車輛由三陽工業與以色列AIL公司合作，基於Jeep J8的軍規版進行本地化生產，並於2015年起正式服役。

## 發展背景
為提升部隊機動性與戰術靈活性，中華民國國防部於2009年與三陽工業簽署新臺幣48.52億元、共計3,598輛車型的生產合約。該車輛採用Jeep J8軍規平台，並進行本地化調整，自2015年起逐步交付中華民國國軍，取代服役逾30年的M151軍用吉普車。

## 概述
Jeep J8於2007年在英國國際防務裝備展（DSEi）首次亮相，主要面向軍事與政府用戶市場。該車輛配備強化的懸吊系統、加大制動裝置與後葉片彈簧，最大有效載重達1,339公斤，拖曳能力達3,500公斤。動力系統為2.8升柴油渦輪增壓引擎，輸出158匹馬力與400牛頓米扭力，並配備引擎進氣浮筒，可涉水深度達762毫米。

## 車型分類
依用途不同，輕型戰術輪車分為三型：
- A型：軟頂基本型，721輛
- B型：軟頂加機槍架，222輛
- C型：硬頂封閉型，2,655輛

各型皆可依任務需求進行武裝與通信裝備配置，具備高機動性與多功能性。

## 技術規格
- 引擎：2.8升直列四缸柴油引擎，最大馬力158匹
- 驅動方式：四輪驅動
- 變速系統：5速自動變速器
- 車身塗裝：具備抗近紅外線偵測能力
- 安全配備：ABS防鎖死煞車系統、雙安全氣囊、循跡防滑系統

## 服役情況
本車自2015年起陸續交付，目前已全面部署於中華民國陸軍各作戰旅與支援單位，執行偵察、指揮、運輸等多項戰術任務，為國軍新一代主力輕型戰術車輛之一。